# غاريت برادلي
غاريت برادلي (بالإنجليزية: Garrett Bradley)‏ هو محامي وسياسي أمريكي، ولد في 4 يوليو 1970 في ووبرن في الولايات المتحدة. حزبياً، نشط في الحزب الديمقراطي. وقد انتخب عضو مجلس نواب ماساتشوستس.